# Gorzkowice
Gorzkowice è un comune rurale polacco del distretto di Piotrków, nel voivodato di Łódź.
Ricopre una superficie di 102,29 km² e nel 2004 contava 8 651 abitanti.